# Ненад Чанак (кошаркаш)
Ненад Чанак (Загреб, 24. април 1976) бивши је српски кошаркаш, а садашњи кошаркашки тренер.

## Играчка каријера
Чанак је рођен у Загребу у српској породици а његов отац Јован је из села Зрмања код Книна. Кошарком је почео да се бави у Загребу где је играо у млађим категоријама загребачке Младости. Почетком 90-их због рата је морао да напусти родни град и пресели се у Београд. Играо је у млађим категоријама Партизана а за први тим је дебитовао код тренера Жељка Лукајића у сезони 1993/94. на утакмици против београдског Радничког у Шумицама. Као млад играч није добијао превише шанси па је отишао у Кикинду где је провео једну сезону играјући под тренером Велимиром Гашићем. Праву афирмацију стиче као играч суботичког Спартака у чијем је дресу провео четири сезоне. У последњој сезони у дресу Спартака био је други стрелац ЈУБА лиге са просечно 20,1 поена по мечу.
Чанак је 1997. године са младом репрезентацијом СР Југославије освојио бронзане медаље на Светском првенству за играче до 22 године у Аустралији и на Медитеранским играма у Барију.
Чанак се 1999. године вратио у Партизан и провео је у клубу наредне четири сезоне у којима је освојио две титуле државног првака и два купа. Након одласка из Партизана провео је сезону у НИС Војводини а први инострани ангажман имао је у сезони 2004/05. као играч грчког Македоникоса. Од 2005. до 2007. наступао је за Албу из Берлина. Са Албом је освојио Куп Немачке 2006. године. Након тога је играо у бугарском Лукојл академику са којим је освојио дуплу круну у сезони 2007/08. Током 2009. играо је у украјинским тимовима Химику и Грифонима.
У децембру 2009. се вратио у Србију и потписао уговор са екипом Тамиша, али је напустио клуб након само пет утакмица и прешао у мађарску екипу ПВСК Пантерс из Печуја до краја сезоне. Наредну 2010/11. сезону почео је у кипарском АЕК-у из Ларнаке али их је напустио након само четири утакмице. У новембру 2011. се поново вратио у српску кошарку и одиграо своју последњу сезону за Железничар из Инђије у Кошаркашкој лиги Србије.

## Тренерска каријера
Тренерску каријеру је почео 2012. године као помоћни тренер у Мега Визури. Након што је успешно водио и јуниорски тим Мега Лекса, Чанак је на позив Александра Џикића у фебруару 2016. године прешао у Партизан на место помоћног тренера у стручном штабу црно–белих. По завршетку сезоне 2016/17, Чанак је преузео суботички Спартак што му је био први самосталан посао а 14. децембра 2017. године се вратио у Партизан али овај пута као шеф стручног штаба наследивши смењеног Мирослава Николића. Потписао је двоипогодишњи уговор са клубом из Хумске.
Само два месеца након ступања на функцију тренера Партизана, Чанак је освојио Куп Радивоја Кораћа што је био први трофеј за клуб након четири године. Сезону у АБА лиги Партизан је завршио на 5. месту, тако да се црно-бели, добрим делом због лошег старта под претходним тренером Николићем, нису пласирали у плеј-оф. У Суперлиги Србије клуб је заузео друго место у својој групи, иза ФМП-a, па су већ у полуфиналу плеј-офа играли са Црвеном звездом која је била боља у два меча. На почетку сезоне 2018/19. уследили су слабији резултати. Након што је Парзизан везао пет пораза (три у АБА лиги, два у Еврокупу), Чанак је одлучио да поднесе оставку 26. октобра 2018. године.
Само пет дана након напуштања Партизана, Чанак је 1. новембра 2018. постављен за тренера литванског Лијеткабелиса. Након пет година у Лијеткабелису, Чанак је у јуну 2023. постављен за тренера Турк Телекома. У турском клубу је добио отказ већ у октобру исте године, након чега се вратио у Лијеткабелис.

## Успеси

### Играч

#### Клупски
- Партизан:
  - Првенство СР Југославије (2) : 2001/02, 2002/03.
  - Куп СР Југославије (3) : 1993/94, 1999/00, 2001/02.
- Алба Берлин:
  - Куп Немачке (1) : 2005/06.
- Лукојл академик:
  - Првенство Бугарске (1) : 2007/08.
  - Куп Бугарске (1) : 2007/08.

#### Репрезентативни
- Медитеранске игре:  1997.
- Светско првенство до 22 године:  1997.

### Тренер

#### Клупски
- Партизан:
  - Куп Радивоја Кораћа (1): 2018.